# 三百九十烷
三百九十烷是一种有机化合物，化学式 CH3(CH2)388CH3。

## 历史、性质和应用
三百九十烷于1985年由英国化学家I. Bidd和M.C. Whiting合成 。 三百九十烷可以通过长链醛的维蒂希反应获得。
在正常条件下，三百九十烷为无色晶体，熔点 132°C，不溶于水。
三百九十烷在科学研究中用作研究聚乙烯结晶的物质模型。